# Gostivar
Gostivar (mazedonisch, albanisch indefinit und türkisch; kyrillisch Гостивар; albanisch definit Gostivari) ist eine Stadt in Nordmazedonien und liegt in der Region Polog im Nordwesten des Landes. Sie ist Amtssitz der gleichnamigen Opština, die neben der Stadt noch umliegende Dörfer umfasst und rund 513 Quadratkilometer groß ist. Gostivar liegt am Ostfuß des Gebirges Šar Planina und ist ein wichtiger Industrie- und Gewerbestandort im Westen Nordmazedoniens.

## Geographie
Gostivar liegt im oberen Teil der Polog-Ebene am Flusslauf des Vardars, der etwa sechs Kilometer südwestlich beim Dorf Vrutok entspringt und die Stadt in eine Nord- und Südhälfte teilt. Die Ebene ist eine der wichtigsten Landwirtschaftsgebiete Mazedoniens. Gostivar liegt zwischen 520 und 550 m. i. J.. In allen Himmelsrichtungen mit Ausnahme im Norden erheben sich Gebirge, die im Westen mit den Gipfeln der Šar Planina bis zu 2000 m. i. J. erreichen. Südlich erhebt sich ein dicht bewaldetes und von Flüssen durchzogenes Hügelland. Im Osten liegen einige Bergzüge mit bis zu 1500 m. i. J. sowie der Kozjak-Stausee.

## Bevölkerung

### Stadt
Laut der Volkszählung von 2002 zählte die Stadt Gostivar 35.847 Einwohner. Davon bezeichneten sich 16.890 als Albaner, 11.885 als Mazedonier, 4.559 als Türken und 1.899 als Roma.
16.877 Einwohner gaben Albanisch, 13.843 Mazedonisch, 4.423 Türkisch und 301 Romani als Muttersprache an.

### Opština
Ethnische Zusammensetzung der Opština im Jahre 2002:
| Ethnie     | Anteil absolut | prozentual |
| ---------- | -------------- | ---------- |
| Albaner    | 54.038         | 66,67 %    |
| Mazedonier | 15.877         | 19,59 %    |
| Türken     | 7.991          | 9,86 %     |
| Roma       | 2.237          | 2,76 %     |
| Serben     | 160            | 0,19 %     |
| Andere     | 739            | 0,91 %     |
| Total      | 81.042         |            |

Bemerkung: die Prozentwerte sind auf zwei Kommastellen gerundet.

## Name der Stadt
Der Ortsname geht zurück auf den Personennamen Gostivarъ, dieser wiederum ist zusammengesetzt aus dem slawischen Wort gosti (Mz. von gost „Gast“) und dem slawischen Verb varovati („aufpassen“, entlehnt aus althochdeutsch waron „(be)wahren, Acht geben“). Die erste urkundliche Erwähnung des Ortsnamens findet sich in der Chrysobulle von Banjska (1314–1317) des serbischen Königs Stefan Uroš II. Milutin, dort als Adjektiv гостивар'ски gostivarski. Ein verwandter Ortsname mit der gleichen Etymologie ist Hostivař in Tschechien.

## Geschichte
Das bisher älteste Dokument, das die Stadt (indirekt) erwähnt, ist eine Beschreibung des römischen Historikers Titus Livius (59 v. Chr. bis 17 n. Chr.): der letzte König Makedoniens Perseus soll mit 10.000 Soldaten nach der Eroberung von Uscana (wohl heutiges Kičevo) in Euneum (heutiges Tetovo) einmarschiert sein und die Stadt erobert haben. Während des Marsches soll er das Kastell Draudacum eingenommen haben, welches sich zwischen den beiden Städten befunden haben soll. Dieser Ort soll an der Stelle des heutigen Gostivar gelegen haben.
1566 wird der osmanische Uhrturm (alb. Kulla e Sahatit) errichtet. 1676 errichtete man daneben eine Moschee (albanisch Xhamia e Sahatit), die heute als das Zentrum der muslimischen Gemeinde der Region von Gostivar gilt. 1688 wird die Medrese in der Nähe des Uhrturms errichtet, sie wird zur ersten Schule der Stadt. In ihrem Gebäudekomplex beherbergt sie auch eine große Bibliothek.

Am 30. Juli 1969 ereignete sich ein schwerer Eisenbahnunfall bei Gostivar, als entlaufene Güterwagen mit einem Triebwagen kollidierten. 29 Menschen starben. 
Im Juli 1997 hisste die Stadtverwaltung unter dem damaligen Bürgermeister Rufi Osmani (RDK) vor dem Rathaus als Protest gegen die Minderheitenpolitik der mazedonischen Regierung die albanische Flagge. Die mazedonische Polizei machte die Aktion darauf jedoch wieder rückgängig, was zu Straßendemonstrationen der Stadtbevölkerung führte, die Gleichberechtigung der Ethnien in Mazedonien forderten und die albanische Fahne vor einer weiteren Entfernung beschützen wollten. Insgesamt zogen über 10.000 Menschen durch die Stadt. Über 4000 Polizeieinheiten besetzten darauf die Hauptstraßen und unterbrachen die Strom- und Telefonleitungen. Anschließend kam es zu gewalttätigen Auseinandersetzungen zwischen der mazedonischen Polizei und den Demonstranten. Zwei Personen kamen ums Leben, als sie versuchten, die albanische Nationalflagge am Fahnenmast vor der Polizei zu beschützen. Sie gelten für die Albaner heute als Märtyrer. Über 80 weitere Personen wurden verletzt und etliche verhaftet. Das Ereignis war eines von mehreren blutigen Auseinandersetzungen zwischen Albanern und Mazedoniern (bzw. mazedonischen Polizei- und Armeekräften), die seit der Unabhängigkeit der Republik im Jahr 1991 immer wieder aufflammten. Der ethnische Konflikt führte 2001 sogar zu bürgerkriegsähnlichen Zuständen, die einige Dutzend Opfer auf beiden Seiten forderten. Mit dem Rahmenabkommen von Ohrid wurde ein Waffenstillstand mit den paramilitärischen Einheiten der Albaner vereinbart sowie eine gesetzliche Grundlage für die Gleichberechtigung der ethnischen Minderheiten geschaffen. Seitdem hat sich die Lage beruhigt, doch das vereinbarte Abkommen ist immer noch nicht zu 100 Prozent ausgeführt worden.

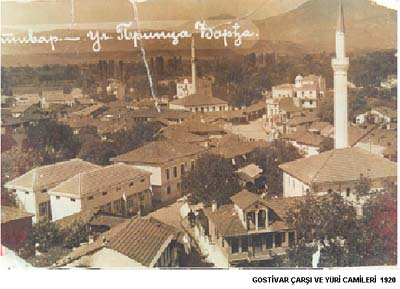
Gostivar um 1920
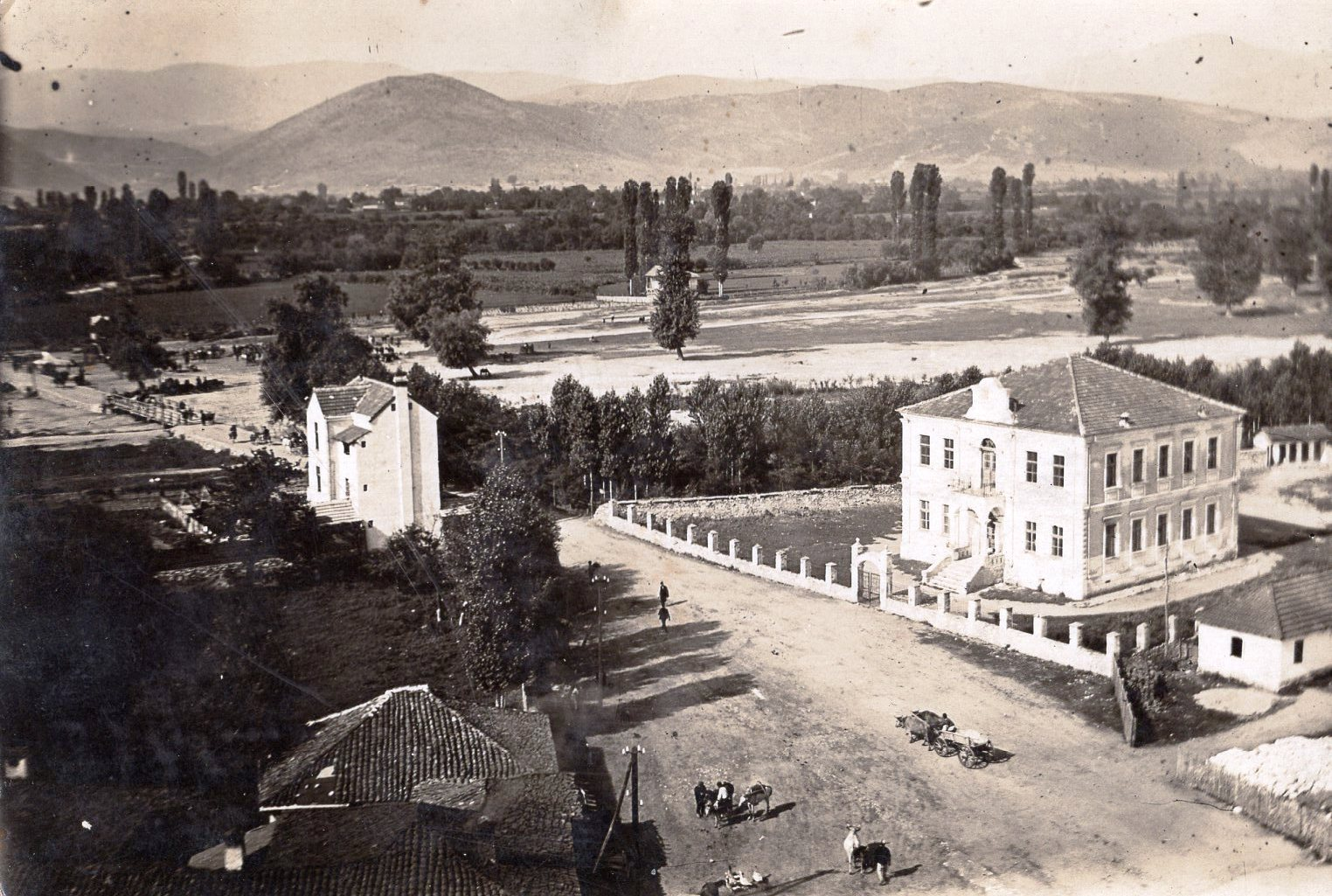
Gostivar um 1921
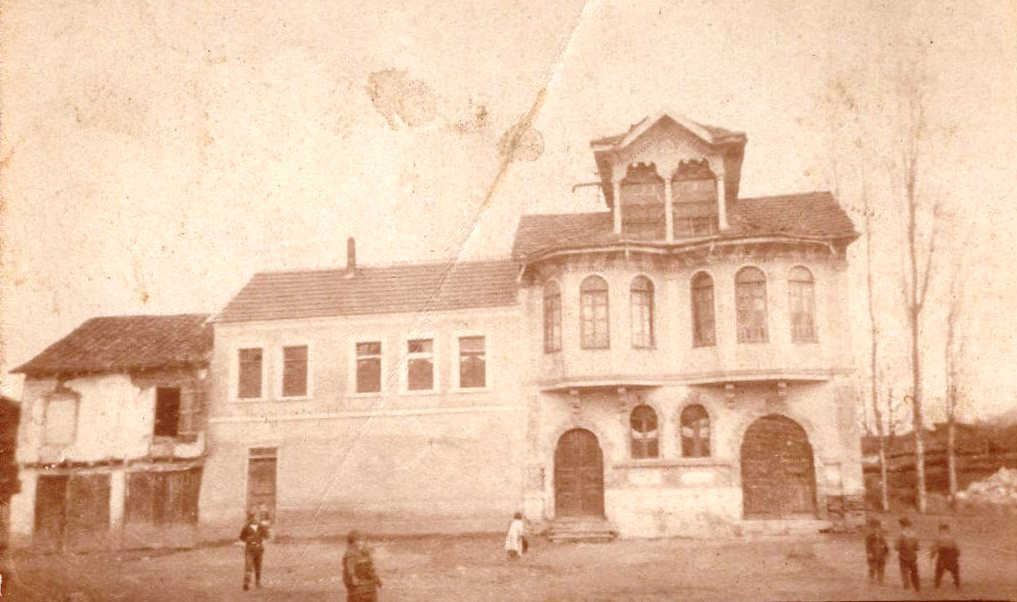
Gostivar um 1929
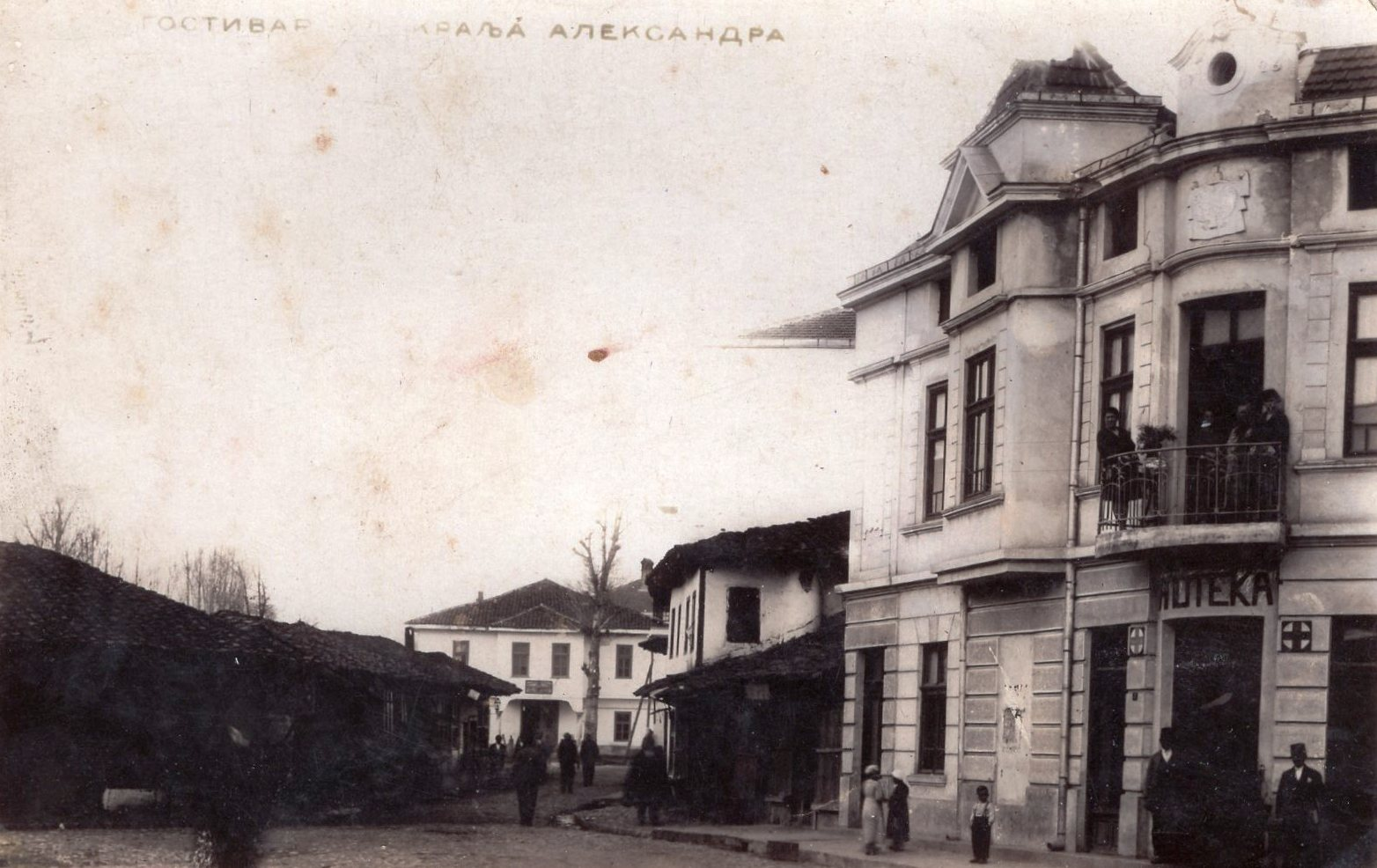
Gostivar um 1930
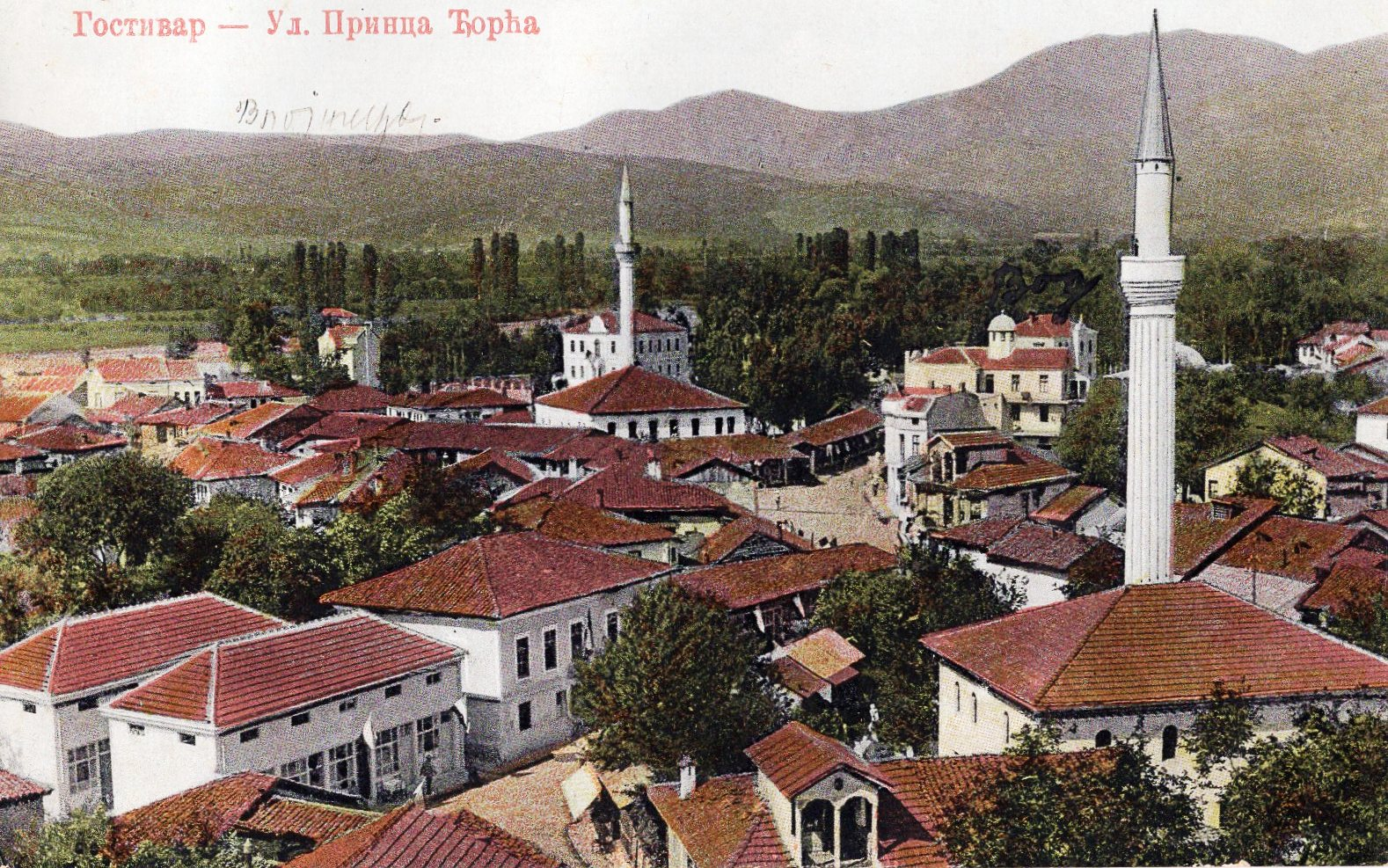
Gostivar um 1935

## Sehenswürdigkeiten

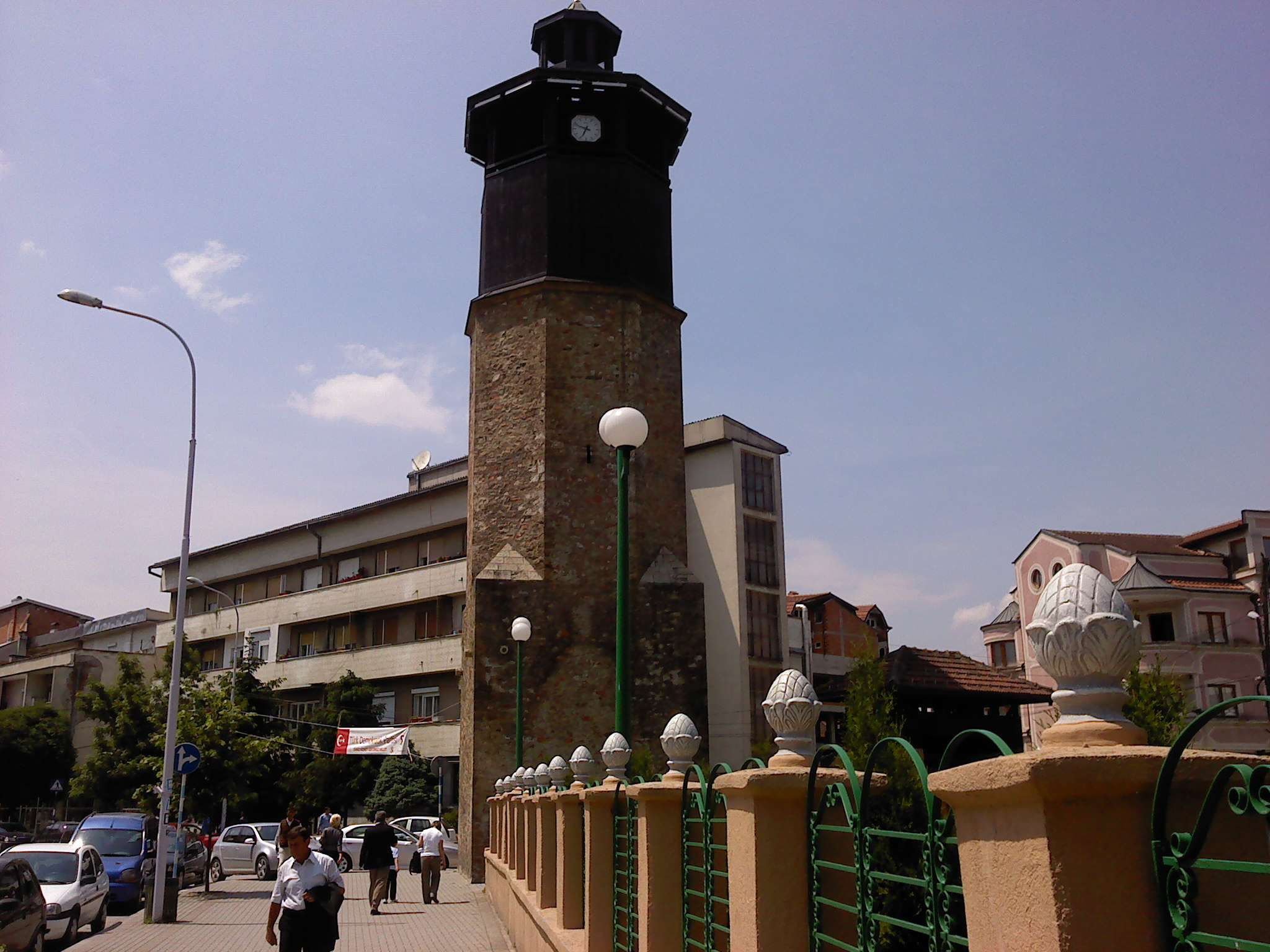
Uhrturm von Gostivar

Gostivar ist bekannt für seinen Uhrturm (Sahat Kulla) und seine Altstadt mit den osmanischen Bürgerhäusern. In der Umgebung finden sich viele Sehenswürdigkeiten wie die Quelle des Vardar, der Berg Bistra, die vielen Laubwälder, das Kloster Sveti Jovan Bigorski und der Korab, der höchste Punkt des Landes.

## Kultur
Wie im übrigen Mazedonien ist Burek (alb. byrek/-u) auch in Gostivar eine beliebte Speise. In der Stadt und Umgebung wird die kulinarische Spezialität traditionell unter einer metallenen Kugelhaube (alb. saç/-i) gebraten, die glühende Asche auf ihrer Oberfläche besitzt und so unter Hitzeeinwirkung das Gebäck gart. Der Teig wird in Gostivar mit Butter gemacht und die Füllung besteht meist aus Lammhackfleisch, Kartoffelwürfeln und Oregano. Auch gibt es Varianten mit Spinatblättern, Pfefferminze, Kürbis oder einer Käse-Ei-Füllung.

## Bildung
Neben den zehn Grundschulen gibt es in der Gemeinde Gostivar noch drei Mittelschulen und ein College. Das Yahya Kemal College wurde 1999 eröffnet.
Zudem bietet seit 2015 die staatlich akkreditierte private Universität „International Vision University“ Hochschulbildung in türkischer Sprache an und beherbergt so jährlich mehrere Hundert Studierende aus den turksprachigen Ländern.

## Wirtschaft
Gostivar ist eine Handelsstadt. Ab der zweiten Hälfte des 19. Jahrhunderts eröffneten viele Händler aus Kruševo, Kičevo, Tetovo und Veles ihre Geschäfte.

## Verkehr

### Individualverkehr
Gostivar gehört zu den größten Städten des Landes und besitzt gute Straßenverbindungen nach Tetovo, Debar und Kičevo. Die Stadt hat eine verhältnismäßig gute Infrastruktur. 1995 wurde von Gostivar nach Tetovo eine 28 Kilometer lange Autobahn errichtet, die weiter nach Skopje führt (ca. 65 km). Die Straßen nach Kičevo und Debar sind vergleichsweise alt und in gewissen Abschnitten sehr kurvenreich, jedoch in einem guten Zustand. Eine neue Verkehrsader zwischen Nordmazedonien und Albanien wird zukünftig zwischen Gostivar und der Grenze führen – diese Rruga e Arbërit genannte Strecke wird einerseits die Fahrtdauer von Skopje nach Tirana um einige Stunden verkürzen und andererseits die verkehrsreiche Straße zwischen Kičevo, Struga und Elbasan entlasten. Letztere ist Teil des interbalkanischen Infrastrukturprojektes Korridor VIII und soll in den kommenden Jahren zusätzlich ausgebaut werden.

### Eisenbahn
Gostivar hat einen Bahnhof an der Bahnstrecke Skopje–Kičevo. Die Strecke wurde in der Zeit des Ersten Weltkriegs zunächst als Schmalspurbahn in der Spurweite 600 mm als Bahnstrecke Skopje–Ohrid gebaut. Seit 1952 reicht die Normalspurstrecke von Skopje bis Gostivar, seit 1969 führt sie weiter nach Kičevo.

### Luftverkehr
Die internationalen Flughäfen von Skopje und Ohrid liegen in rund 90 und 100 km Entfernung.

### Nahverkehr
Der Binnenverkehr wird heute meist durch Autos bewältigt. Es gibt jedoch daneben auch einige Taxi- und vor allem Bus-Unternehmen. In die größten Dörfer fahren jeden Tag in Viertelstunden- oder Halbstunden-Takt Busse. Nach Tetovo, Skopje, Debar, Tirana, Priština, Belgrad, Istanbul und Zagreb fahren täglich Klein- oder Reisebusse. Einige Bus-Firmen bieten auch einige westeuropäische Destinationen an, wie z. Bsp. Wien, Linz, Düsseldorf, Hamburg und Rom, zu welchen wöchentlich Busse hinfahren.

## Persönlichkeiten

### Söhne und Töchter der Stadt
- Shaban Ismaili (* 1989), Fußballspieler
- Admir Mehmedi (* 1991), Fußballspieler und Schweizer Nationalspieler
- Monika Janeska (* 1993), Handballspielerin
- Visar Musliu (* 1994), Fußballspieler
- Gentjana Rochi (* 1994), Fußballspielerin
- Sanja Dabevska (* 1996), Handballspielerin

### Mit der Stadt verbundene Personen
- Bajazid Doda, geboren 1888 in  Štirovica (bei Gostivar), albanischer Ethnograph, Fotograf und Autor, gestorben 1933
- Xhem Hasa, geboren 1908 in Simnica (südlich von Gostivar), albanisch-nationalistischer Militär der Balli Kombëtar, gestorben 1945
- Rufi Osmani, geboren 1960 in Čajle (bei Gostivar), Politiker, Abgeordneter Nordmazedoniens und Bürgermeister Gostivars
- Hisa Fazliu, geboren 1974 in Trnovo (südöstlich von Gostivar), albanischer Militär der UÇK, gestorben 2001
- Ferid Murad, geboren 1936, Mediziner, Pharmakologe, Nobelpreis für Medizin